# Nieszawa

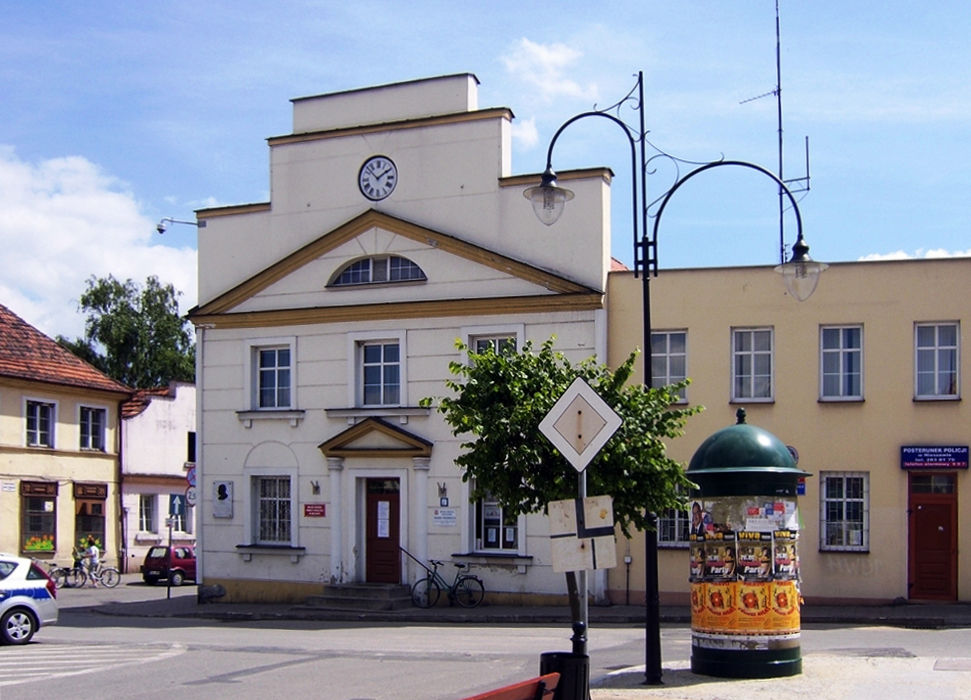
Das Rathaus

Nieszawa (deutsch Nessau) ist eine Stadt in der Woiwodschaft Kujawien-Pommern, im Norden Zentralpolens im Powiat Aleksandrowski. Nieszawa hat etwa 1800 Einwohner.
Im Frühjahr 1945 wurden in Nieszawa über ein Dutzend deutsche Zivilisten von polnischen Wachleuten ermordet. Seit 2004 erinnert ein Denkmal mit der Inschrift „Wir vergeben und bitten um Vergebung“ an die Tat.

## Verkehr
Der Bahnhof Nieszawa Waganiec an der Bahnstrecke Kutno–Piła liegt südwestlich Nieszawas in Waganiec. Früher begann dort die Schmalspurbahn Nieszawa–Dobre Aleksandrowskie.